# Rondo za klavir i orkestar u D-duru (Mozart)
Rondo za klavir i orkestar u D-duru, KV 382 je skladba Wolfganga Amadeusa Mozarta iz veljače 1782. godine. Mozart ju je napisao kao zamjenu za 3. stavak svog Koncerta za klavir i orkestar br. 5 u D-duru i kao finale tog Koncerta Rondo je premijerno izveden 3. ožujka 1782. godine u Beču.

## Povijest
Prva četiri koncerta za klavir Mozart je sastavio od glazbe drugih skladatelja (takozvani pasticcio-koncerti), a Koncert za klavir i orkestar br. 5 u D-duru, KV 175, prvi je samostalni Mozartov klavirski koncert. Napisao ga je 1773. godine, kad je imao 17 godina. Mozart je napisao samo dva koncerta koji u trećem stavku imaju sonatnu formu i oba je kasnije zamijenio rondom: Prvi violinski koncert KV 207 Rondom KV 269/261a i Klavirski koncert KV 175 Rondom (varijacijama) KV 382. Muzikolozi spekuliraju nekolikim razlozima zašto je devet godina kasnije Mozart 3. stavak tog koncerta (allegro) zamijenio novim materijalom. Po jednoj teoriji, Mozart je smatrao 3. stavak u sonatnoj formi suviše složenim i stoga je promijenio u oblik s varijacijama. Druga teorija vezana je za Mozarovo preseljenje iz Salzburga u Beč 1781. godine. Da bi se probio na glazbenoj sceni, za planirane korizmene koncerte u Beču skladao je finale Petog klavirskog koncerta koje je pogodnije bečkoj publici.
Mozart je bio pijanist i dirigent na premijeri Koncerta 3. ožujka 1782. u Beču, s Rondom kao trećim stavkom. Rondo je Mozart izdvojio u posebno koncertantno djelo (Konzertrondo für Klavier und Orchester D-Dur, KV 382) te su i Koncert i Rondo postali popularni i često su izvođeni za Mozartova života.
Rondo je prvi put objavljen u Parizu 1784. godine kao dio Petog klavirskog koncerta. Izvornik (autograf) Ronda čuva se u Jagelonskoj knjižnici (Biblioteka Jagiellońska) u Krakovu (iz nekadanjeg Pruskog državnog arhiva u Berlinu), a kadence u Opatiji Svetog Petra u Salzburgu.

## O glazbi
Kao dio Petog koncerta, Rondo zadržava njegovu orkestraciju: 2 oboe, 2 trube, 2 roga, timpani, klavir (solo) i gudači (fagot ad lib.), samo je dodana 1 flauta.
Tonalitet: D-dur.
Rondo obično označava formu i tip glazbe. U ovoj skladbi označava samo tip, odnosno brzu, živahnu i veselu skladbu. Forma, međutim, nije rondo, već "tema s varijacijama". Tema je predstavljena maršem, dok se razvoj temelji na varijacijama teme. Oznaka tempa skladbe je Allegretto grazioso, smjenjuju se allegro i adagio te se na kraju vraća tempo primo.
Trajanje je oko 10 minuta.

## Izvođenja
Rondo na svojim snimcima imaju mnogi eminentni izvođači, među kojima su na primjer Daniel Barenboim, Jevgeni Kisin, Neville Marriner, Murray Perahia, András Schiff te mnogi drugi.
Rondo je lajtmotiv američkog filma "Igra školice" iz 1980. godine.